# Гаспра (дворец)
Дворец «Гаспра» (Голицынский дворец, дворец графини Паниной) — дворцовый ансамбль на территории посёлка Гаспра, в Крыму. Используется как санаторий «Ясная Поляна».

## Строительство
Первой из русской знати обосновалась в Крыму, в имении Кореиз, княгиня Анна Сергеевна Голицына, известная своими мистическими исканиями. Всячески поддерживал её в этих устремлениях дальний родственник мужа, князь Александр Николаевич Голицын (1773—1844), имевший большое влияние на императора Александра I.
По просьбе своего единомышленника Анна Сергеевна в 1831—1836 гг. присматривала за постройкой для него дворца, куда он рассчитывал удалиться после выхода на покой. В честь владельца имение получило название Александрия, или Кастель (от англ. castle — «замок»). Образцом для господского дома послужил Алупкинский дворец, строившийся практически одновременно тем же архитектором, Вильямом Гунтом.
Голицынский дворец может служить образчиком архитектурных вкусов эпохи романтизма, заворожённой европейским средневековьем и особенно готикой. Подобно Алупкинскому, дворец в Гаспре сложен из местного серого известняка. Его отличают стрельчатые окна и массивные трёхъярусные восьмигранные боковые башни, общей площадью 144 м² и высотой в 20 аршин, увенчанные зубцами и увитые плющом. Устройством парка занимался садовник Людвиг Кремер.
В 1843 году князь Голицын наконец вышел в отставку с государственной службы и приехал доживать свой век в Гаспру, где через год его сразил апоплексический удар. На исходе жизни за князем ухаживала престарелая незамужняя сестра, Елизавета Кологривова. Своими наследниками он объявил сестру и племянника, которые пережили его всего на несколько лет. Похоронен первый владелец Гаспры в Георгиевском монастыре.

## Дворец графини Паниной

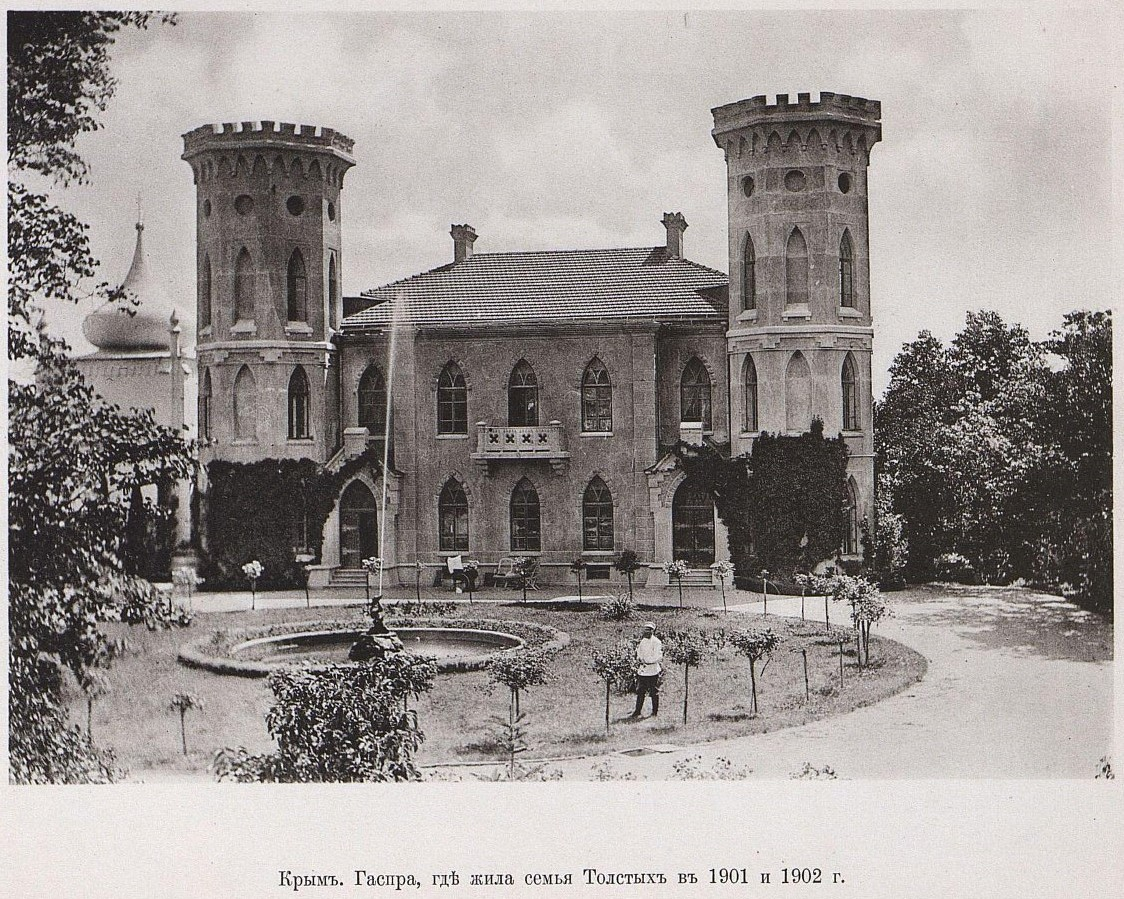
Гаспра. Дом, где жила семья Толстых в 1901 и 1902 гг. Издание 1911 года.

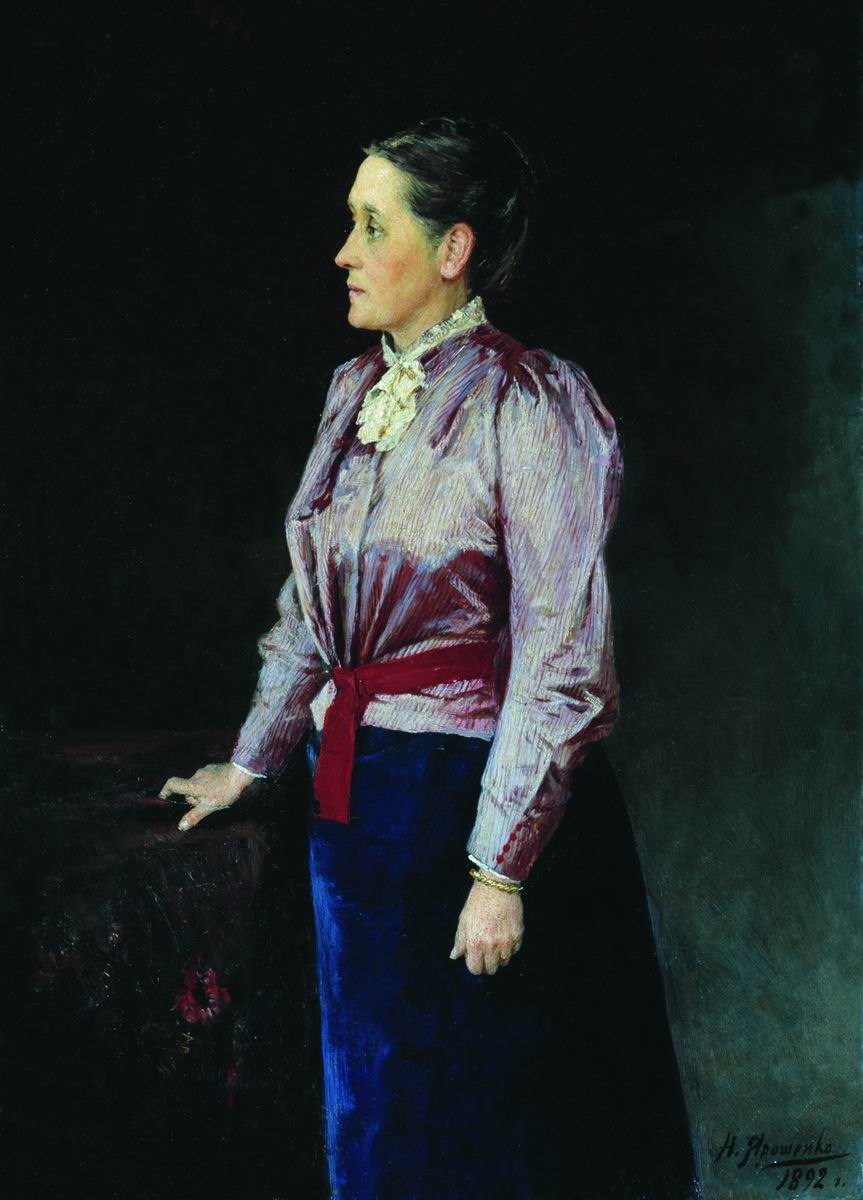
Графиня Софья Панина (1871—1957)

После Крымской войны пришедшее в упадок имение приобрёл великий князь Николай Николаевич Старший. Однако уже в 1865 году Гаспра по неизвестным причинам была продана графу Владимиру Васильевичу Левашову и его супруге Ольге Викторовне, урождённой графине Паниной.
В самом конце XIX века Ольга Викторовна настояла на том, чтобы имение было передано её энергичной племяннице Софье Владимировне Паниной. Трудами молодой графини были заново перекрыты башни, обновлена кровля и фасады, выстроены оранжерея и домики для гостей. Гаспринское имение вновь пришло в цветущий вид.
Графиня Панина, обладавшая предпринимательской жилкой, сдавала дворец как дачу состоятельным лицам. С сентября 1901 по июль 1902 года здесь жил Лев Толстой, работавший в Гаспре над повестью «Хаджи-Мурат». В гости к нему приезжали А. П. Чехов, М. Горький, А. Куприн, Ф. Шаляпин. Перед отъездом из России в доме С. В. Паниной жил вместе с семьёй, включая сына Володю, известный политик, член Крымского правительства В. Д. Набоков.
После Октябрьской революции дворец был национализирован. В 1922 году отдан под санаторий, ныне — санаторий матери и ребёнка «Ясная Поляна». В 1923 году народный поэт Беларуси Янка Купала написал здесь цикл стихов «Крым».
В здании дворца сохраняется музейная комната Л. Н. Толстого, который приезжал в Крым для лечения. Во времена Толстого во дворце было 8 наружных дверей, 19 «готических» окон и 8 балконных, 8 голландских печей и 4 камина, 4 прихожих, 12 жилых комнат. Внизу имелись четыре просторные комнаты, сообщающихся с большим холлом. Л. Н. Толстой проводил время на нижней застеклённой террасе, на которой стоял гарнитур плетёной в зелёную сетку мебели, множество диванчиков, стульев, кресел, столов, кушетка.
Дворец графини Паниной находится на территории бывшего профсоюзного санатория матери и ребёнка «Ясная поляна», переданного в июле 2015 года крымской таможне распоряжением правительства Республики Крым. На 2019 год санаторий является филиалом сочинского санатория «Победа» Федеральной таможенной службы.
В 2019 году дворец был разорён: выбиты окна, потолок осыпается, стены исписаны вандальными надписями.